# L'Homme libre
Fondé en 1913, L'Homme libre puis L'Homme enchaîné est le journal de Georges Clemenceau. Son directeur est un homme des milieux d'affaires, Nicolas Pietri. En raison de ses critiques, le journal est censuré au début de la Première Guerre mondiale et transforme alors son titre en L'Homme enchaîné.
En 1920, le directeur est Eugène Lautier, futur député de la Guyane. Le quotidien cesse de paraître en 1939, mais le titre reparaît comme hebdomadaire de 1951 à 1953.

## Le journal de Clemenceau
Le 5 mai 1913 paraît le premier numéro de L'Homme libre, journal parisien. Clemenceau y publie quotidiennement son éditorial, et ne cesse d'avertir la France du danger couru du fait de la menace allemande (« Pour la défense nationale », 21 mai 1913 ; « Vouloir ou mourir », 24 mai ; « Ni défendus ni gouvernés », 15 juillet, etc.). Il devient ainsi un ardent défenseur de la loi des trois ans, qui augmente la durée du service militaire, et qui est votée, avec l'appui de la droite contre les deux-tiers des députés radicaux-socialistes, le 19 juillet 1913.
Lorsque la Première Guerre mondiale éclate en juillet 1914, Clemenceau défend dans son journal l'Union sacrée et la prééminence des civils sur l'état-major. Déterminé à se battre, il est loin de l'image de la « fleur au fusil » : « La parole est au canon (…) Et maintenant, aux armes ! Tous. J'en ai vu pleurer, qui ne seront pas des premières rencontres. Le tour viendra de tous. (…) Mourir n'est rien. Il faut vaincre » (L'Homme libre, 5 août 1914). Le 26 août 1914, il refuse la proposition d'Aristide Briand d'entrer dans le cabinet Viviani : la présidence du Conseil, sinon rien.
Il va jusqu'à reprocher au ministre Louis Malvy de n'avoir pas arrêté les militants fichés au « carnet B », alors que l'ultra-majorité de la gauche socialiste s'est ralliée à l'Union sacrée. Malgré cela, après avoir dénoncé les insuffisances du service sanitaire aux armées, qui faisaient voyager les blessés dans les mêmes wagons que des chevaux atteints du tétanos, son journal est suspendu par Malvy du 29 septembre au 7 octobre 1914, en application de la loi du 4 août qui réprimait les « indiscrétions de la presse en temps de guerre ». Le journal reparaît le 30 septembre sous le titre L'Homme enchaîné ; immédiatement saisi, il reparaîtra sous ce nouveau nom le 8 octobre à Paris. Son quotidien sera suspendu à nouveau en août 1915. Clemenceau enverra alors les articles aux parlementaires.
Pour la petite histoire, lorsque Clemenceau accéda à la présidence du conseil, en 1917, se rappelant ses démêlés avec la censure, des journalistes lui demandèrent s'il allait la supprimer ou du moins la restreindre. C'est là qu'il leur aurait répondu : « Vous me prenez pour un con ? ». Cet épisode et les postures de Clemenceau auraient contribué à ce que Maurice Maréchal, en 1915, choisisse le qualificatif d'« Enchaîné » pour son Canard. Il aurait aussi dit alors que le dit Canard deviendrait « Libre » le jour où son rédacteur en chef serait nommé président du conseil ; cela étant évidemment impossible, les journalistes du Canard s'engageant à refuser tout emploi public et toute distinction.

## Les journalistes
La rédaction est réduite et se compose de fidèles de Clemenceau : Gustave Geffroy, Georges Mandel ou Auguste Bernier. Charles Müller y a été critique dramatique, François Albert est secrétaire général de la rédaction, de sa création au 24 juin 1916.